# Критична маса (софтуер)
Понятието критична маса при разработката на софтуер се отнася до етапа от развитието на даден продукт, когато неговата сложност нарасне толкова, че всяко отстраняване на грешка (бъг) внася други грешки. Всеобща практика е бързо да се съставя и предлага софтуер за определени цели и след това в процеса на работа откритите грешки при неговото функциониране (т.нар. бъгове) да бъдат отстранявани със съответни поправки и добавки към софтуера. Понякога обаче отстраняването на един бъг води до появата на друг или други бъгове. Причините могат да се коренят в недобрия първоначален замисъл и проект на софтуерния продукт, както и в приложението му в ненапълно предвидена и изследвана среда. Ако софтуерът достигне критична маса, той никога не може да бъде напълно дебъгнат и тогава той следва да бъде отхвърлен и изцяло и наново пренаписан.